# قائمة أنواع الريبس
تُظهر قائمة أنواع الكشمش هذه؛ العديد من الأنواع (تصنيف) الـ 200 المُسلم بها تقريبًا فيجنس(تصنيف) نبات كشمش، وهو الجنس الوحيد في فصيلة ( تصنيف) كاسريات الحجر جروسولارياسي. تقليديا، تم تقسيمها إلى عدد من الجينس ( تصنيف)، مثل جنيسريبس (الكشمش) والجني سجروسولاريا( عنب الثعلب).

## جنيسكشمشل.

### قسمبيريسياإدوارد سباش
يضم هذا القسم كشمش جبال الألب، وهي أنواع ثنائية المسكن موزعة عبر أوراسيا
| زهور   | فاكهة  | الاسم العلمي                                   | توزيع |
| ------ | ------ | ---------------------------------------------- | --- |
|        |        | ريبس أكوميناتوم، وول، إكس. جي. دون             | الهند |
|        |        | ريبس أرمينومبوجارك                             | جنوب القوقاز |
| </img> | </img> | كشمش جبليإل- الكشمش الألبي                     | شمال أوروبا من فنلندا والنرويج جنوبا إلى الألب والبرانس والقوقاز، جورجيا                                                                         |
|        |        | ريبس ديكانثوم بال- الكشمش السيبيري             | (روسيا، منغوليا، كوريا، شمال شرق الصين( هيلونغجيانغ، جيلين، منغوليا الداخلية)                                                                    |
|        |        | ريبس جيرالدي جانز                              | الصين( شرق قانسو، لياونينغ، شانكسي، جنوب غرب شانكسي)                                                                                             |
|        |        | ريبس غلابريكاليسينوم إل تي لو                  | الصين( سيتشوان) |
|        |        | ريبس غلابريفوليوم إل تي لو                     | الصين( غرب هوبي، جنوب شانكسي) |
| </img> |        | ريبس جلاسيال واليتش- الكشمش الجليدي            | الصين ( جنوب شرق قانسو، هنين، غرب هوبي، شانسكي، سيتشوان، جنوب شرق إكسيآنج، شمال غرب يونان)، بوتان، شمال الهند، كشمير، شمال ميانمار، نيبال، سيكيم |
|        |        | ريبس هنري فرانش                                | الصين (غرب سيتشوان، هوبي) |
| </img> |        | ريبس هيتيروتريتشوم سي. ايه. مي                 | آسيا الوسطى إلى منغوليا وشمال باكستان. |
|        |        | ريبس هوميل جانز                                | الصين( سيتشوان) |
|        |        | ريبس هونانينس تشانغ يا يانغ، سي. جى. كي        | الصين (قوانغشي وهونان) |
|        |        | ريبس كيالانوم جانز                             | الصين (غرب سيتشوان ، شمال غرب يونان) |
| </img> |        | ريبس كوماروفي بوجارك                           | الشرق الأقصى الروسي، شمال ووسط الصين، كوريا الشمالية                                                                                             |
| </img> |        | ريبس لوريفوليوم جانز- الكشمش دائم الخضرة       | الصين (غرب سيتشوان، قويتشو، يونان) إلى ميانمار.                                                                                                  |
|        |        | ريبس لوريدوم هوك، طومس - الكشمش الأرجواني      | من نيبال إلى الصين( غرب سيتشوان، شمال غرب يونان)                                                                                                 |
| </img> | </img> | ريبس ماكسيموفيتشسي باتال- الكشمش الكوري الشائع | الصين( هيلونغجيانغ، جيلين، لياونينغ إي)، اليابان، كوريا، روسيا                                                                                   |
| </img> |        | ريبس أورينتال ديسف- الكشمش السيبيري            | الصين( غرب سيتشوان، شيزانغ، شمال غرب يونان)، بوتان ، الهند ، كشمير ، نيبال، روسيا؛ جنوب غرب آسيا، جنوب شرق أوروبا                                |
| </img> |        | ريبس ساكستايل بال                              | الصين( شينجيانغ)، روسيا |
|        |        | ريبس تاكاري دي. دون                            | الصين، بوتان، شمال الهند، كشمير، ميانمار، نيبال، سيكيم                                                                                           |
|        |        | ريبس تيانكويننس إس. إتش. يو، جى. إم. زو        | الصين( سيتشوان) |
|        |        | ريبس بسيودوفاسكيكولاتوم كى. إس. هاو            | الصين( شيزانغ، سيتشوان، تشينغهاي) |
|        |        | ريبس بولشيلوم تورك                             | جنوب سيبيريا إلى شمال الصين |
|        |        | ريبس روبيسيبالوم إل تي لو                      | الصين( قانسو، جنوب تشانسكي، غرب سيتشوان، شمال غرب يونان)                                                                                         |
|        |        | ريبس تينو جانز                                 | الصين ( شرق قانسو، غرب هينان، غرب هوبي، شمال غرب هونان، جنوب غرب تشانسكي، سيتشوان، يونان)                                                        |
|        |        | ريبس فيلموريني جانز                            | الصين (هيببي، غرب سيتشوان، شمال غرب يونان) |
|        |        | ريبس شيزانغينس إل تي لو                        | الصين (شيزانغ) |

### قسمكالوبوتريا(سباش) جانز.
يشمل هذا القسم أنواع أمريكا الشمالية؛ المعروفة عمومًا باسم كشمش الزينة
| زهور   | فاكهة  | الاسم العلمي | توزيع |
| ------ | ------ | --- | --- |
|        |        | ريبس برانديجي ايستو | المكسيك |
| </img> |        | ريبس كانثاريفورم ويجينز- كشمش مورينو                                                                                                   | كاليفورنيا |
| </img> | </img> | ريبس سيريوم دوجلاس- كشمش سكواو، كشمش الشمع، كشمش الحقل الأبيض، كشمش الويسكي                                                            | كولومبيا البريطانية وألبرتا وجزء كبير من غرب الولايات المتحدة، من واشنطن وأوريجون وكاليفورنيا شرقاً حتى غرب داكوتا وأوكلاهوما بانهاندل |
|        |        | ريبس سيرفيروم كوفيل وروز | المكسيك( دورانجو وتشيهواهوا) |
|        |        | ريبس سيلياتوم همب وبونبل | المكسيك |
|        |        | ريبس دوجيسي جرينم | المكسيك |
| </img> |        | ريبس إينديكوروم إستو- الكشمش أبيض الزهور                                                                                               | مقاطعة سانتا باربرا في كاليفورنيا جنوبًا في شمال باجا كاليفورنيا.                                                                      |
| </img> |        | ريبس مالفاسوم سم.- كشمش تشابارال | كاليفورنيا وشمال باجا كاليفورنيا |
|        |        | ريبس ميسكاليريوم كوفيل- كشمش ميسكاليرو                                                                                                 | جنوب شرق نيو مكسيكو، غرب تكساس، وولاية تشيهواهوا المكسيكية.                                                                           |
|        |        | ريبس نيجليكتوم روز | المكسيك |
|        |        | ريبس نيلسونى كوفيل، روز | المكسيك( سونورا، تشيهواهوا) |
|        |        | ريبس نيفادينس كيلوج- كشمش سييرا، كشمش جايجر، كشمش نيفادا                                                                               | كاليفورنيا، نيفادا، أوريغون |
|        |        | ريبس أوريزاباي روز | المكسيك( فيراكروز) |
|        |        | ريبس برينجلي روز | وسط وجنوب غرب المكسيك. |
|        |        | ريبس غراندي روز | المكسيك (بويبلا) |
| </img> | </img> | ريبس سانغوإينوم بورش- الكشمش المزهر، الكشمش أحمر الزهور، كشمش ذو العصارة، كشمش لزج العصارة، كشمش ذو العصارة أسود البذرة، الكشمش الشتوي | غرب الولايات المتحدة وكندا |
|        |        | ريبس تورتوسوم بينث | المكسيك |
| </img> | </img> | فيسيكوسيسيموم بورش- الكشمش اللزج | الولايات المتحدة، كندا |
| </img> | </img> | ريبس ولفي روثر- كشمش الذئب | شمال ايداهو، شمال شرق أوريغون، وجنوب شرق واشنطن. يوتا، كولورادو، أريزونا، ونيو مكسيكو، المكسيك                                        |

### قسمكوريوسما(سباش) جانز.
يشمل هذا القسم الكشمش الأسود الأوراسي والأمريكي
| زهور   | فاكهة  | الاسم العلمي                                                                           | توزيع |
| ------ | ------ | -------------------------------------------------------------------------------------- | --- |
| </img> | </img> | ريبس أمريكانوم ميل- الكشمش الأسود الأمريكي، الكشمش الأسود البري                        | كندا (من ألبرتا إلى نوفا سكوتيا) وشمال الولايات المتحدة( من نيو إنجلاند إلى واشنطن، مع مجموعات إضافية في كولورادو ونيو مكسيكو)                                 |
| </img> | </img> | ريبس براكتيوسوم دوجلاس إكس هوك- الكشمش النتن                                           | جنوب شرق ألاسكا إلى مقاطعة ميندوسينو في كاليفورنيا |
| </img> |        | ريبس ديكوسشا فيش إكس تورز                                                              | سيبيريا إلى الشرق الأقصى الروسي. |
| </img> | </img> | ريبس هدسونيانوم ريتشاردز- الكشمش الأسود الشمالي، كشمش خليج هدسون، الكشمش الأسود الغربي | كندا من كيبيك غربا؛ وأجزاء من الولايات المتحدة( ألاسكا، ومنطقة البحيرات العظمى، وجبال روكي الشمالية، والشلالات، والجبال الزرقاء، وأجزاء أخرى من الشمال الغربي) |
|        |        | ريبس جانجوسكي بوجارك                                                                   | كازاخستان، قيرغيزستان، طادجيكستان |
| </img> |        | ريبس جابونيكوم مكسيم- الكشمش الأسود الياباني، الكشمش الأسود الغير شائك                 | اليابان (هوكايدو، هونشو، شيكوكو) |
|        |        | ريبس مالفيفوليوم بوجارك                                                                | طادجيكستان |
| </img> | </img> | كشمش أسود ل- الكشمش الأسود، الكشمش الأسود الأوروبي                                     | شمال أوروبا وشمال آسيا |
|        | </img> | ريبس بروكومبينس بال- الكشمش الأحمر الزائد                                              | سيبيريا إلى كوريا الشمالية، اليابان( وسط هونشو) |
| </img> |        | ريبس أوسورينس جانز- الكشمش الأسود الكوري                                               | سيبيريا إلى كوريا الشمالية، اليابان( وسط هونشو) |
| </img> | </img> | ريبس فيبورنيفوليوم أَ. جراي- عنب الثعلب الجزيرة                                         | جنوب كاليفورنيا |

### قسمسيمفوكاليكسبيرلاند.
| زهور   | فاكهة  | الاسم العلمي                                                                           | توزيع                                                               |
| ------ | ------ | -------------------------------------------------------------------------------------- | ------------------------------------------------------------------- |
| </img> | </img> | ريبس أويرم بورش- كشمش الجاموس، كشمش القرنفل، الكشمش الذهبي. يشمل الصنف المشهور "جوين". | كندا ومعظم الولايات المتحدة( باستثناء الجنوب الشرقي) وشمال المكسيك. |

### قسمجروسولاريويدس(جانز.) ريد.
هذا القسم يشمل الكشمش الشائك أو جذع عنب الثعلب من أمريكا الشمالية
| زهور   | فاكهة  | الاسم العلمي                                                                           | توزيع                                                                                                  |
| ------ | ------ | -------------------------------------------------------------------------------------- | --- |
| </img> | </img> | ريبس لاكوستر ( بيرس) بوير - عنب الثعلب الأسود، الكشمش الشائك، عنب ثعلب المستنقع الأسود | من كاليفورنيا إلى ألاسكا وعبر أمريكا الشمالية شرقًا إلى بنسلفانيا ونيوفاوندلاند، وجنوبًا حتى نيو مكسيكو. |
| </img> | </img> | ريبس مونتيجنوم مك كلات- كشمش عنب الثعلب                                                | واشنطن جنوبا إلى كاليفورنيا وشرقا حتى جبال روكي                                                        |

### قسمهيريتيراجانز.
| زهور   | فاكهة  | الاسم العلمي                                           | توزيع                                                                                        |
| ------ | ------ | ------------------------------------------------------ | -------------------------------------------------------------------------------------------- |
|        |        | ريبس إرثروكاربم كوفيل وليبيرج- كشمش بحيرة كريتر        | جبال كاسكيد في ولاية أوريغون الأمريكية                                                       |
| </img> |        | كشمش قيقبي تي جيه هويل- كشمش القيقب، كشمش أوراق القيقب | مقاطعة كولومبيا البريطانية الكندية وكذلك شمال غرب الولايات المتحدة (واشنطن، أيداهو، أوريغون) |
| </img> | </img> | كشمش حشفي جراور إكس ويبر- كشمش الظربان، الكشمش النتن   | الولايات المتحدة( ألاسكا ومنطقة البحيرات الكبرى وجبال الأبلاش والشمال الشرقي)                |
| </img> |        | ريبس لاكسيفلوروم بورش- الكشمش الأسود الزائد            | من ألاسكا ويوكون جنوبًا حتى شمال كاليفورنيا ونيو مكسيكو                                       |

### قسمريبسل.
| زهور   | فاكهة  | الاسم العلمي                                                                       | توزيع                                                                         |
| ------ | ------ | ---------------------------------------------------------------------------------- | ----------------------------------------------------------------------------- |
|        | </img> | ريبس ألتيسيموم تورز إكس بوجارك- كشمش طويل                                          | منغوليا وروسيا( سيبيريا) والصين( شينجيانغ)                                    |
|        | </img> | ريبس بيبرشتيني بيرلاند إكس دي سي                                                   | شرق تركيا إلى شمال غرب إيران.                                                 |
|        |        | ريبس جريفيثي هوك إف، طومسون                                                        | من نيبال إلى الصين( غرب سيشوان، شمال غرب يونان)                               |
|        | </img> | ريبس هيمالينس رويال إكس ديكن- الكشمش الصخري الأملس                                 | باكستان إلى جنوب غرب الصين                                                    |
|        |        | ريبس لاتيفوليوم جانز- الكشمش ذو الأوراق العريضة                                    | من الصين(جنوب جيلين) إلى كوريا الشمالية، ومن سخالين إلى شمال اليابان          |
| </img> |        | ريبس لونجيراسيموسوم فرانش- كشمش التبت الأسود الشائك                                | الصين( سيتشوان، يونان، غرب هوبي).                                             |
| </img> |        | ريبس ماندشوريكوم (مكسيم) كوم                                                       | الشرق الأقصى الروسي إلى شمال وشرق وسط الصين وكوريا.                           |
| </img> | </img> | ريبس ماييري مكسيم- كشمش ماير                                                       | آسيا الوسطى إلى منغوليا وشمال شرق أفغانستان                                   |
|        |        | ريبس موبينينس فرانش                                                                | وسط وجنوب الصين.                                                              |
|        |        | ريبس مولتيفلوروم كيت- الكشمش متعدد الزهور                                          | وسط إيطاليا، شبه جزيرة البلقان إلى غرب وسط تركيا                              |
|        |        | ريبس باليديفلوروم بوجارك                                                           | شمال شرق الصين إلى روسيا                                                      |
| </img> | </img> | كشمش صخري وولف- الكشمش الصخري، الكشمش الأحمر الصخري، كشمش بيبرشتاين الصخري         | أوروبا                                                                        |
| </img> | </img> | Ribes rubrum ل- كشمش أحمر، كشمش أبيض                                               | أوروبا                                                                        |
| </img> | </img> | ريبس ساخالينينس (إف شميت)ناكاي                                                     | سخالين إلى اليابان( هوكايدو، هونشو، شيكوكو).                                  |
|        |        | ريبس سيتشوينسي جانز                                                                | الصين( سيتشوان، جنوب شرق قانسو)                                               |
| </img> | </img> | ريبس سبيكاتوم روبسون- الكشمش الأحمر الشمالي، الكشمش الشمالي، الكشمش الناعم         | شمال أوروبا وشمال آسيا                                                        |
|        |        | ريبس سوليانوم جانز                                                                 | التبت إلى الصين( شمال غرب يونان).                                             |
| </img> | </img> | كشمش منقعي بال- الكشمش الأحمر الشمالي أو كشمش المستنقع الأحمر، الكشمش البري الأحمر | كندا وشمال الولايات المتحدة، وكذلك في شرق آسيا( روسيا والصين وكوريا واليابان) |
|        |        | ريبس تربيناتوم بوجارك                                                              | كازاخستان                                                                     |

## جنيسجروسولاريا(فيليب ميلر)كريستيان هندريك برسون.

### قسمجروسولاريا(ميلر)توماس ناتول.
| زهور   | فاكهة  | الاسم العلمي | توزيع                                                                                           |
| ------ | ------ | --- | ----------------------------------------------------------------------------------------------- |
| </img> | </img> | ريبس أسيكولار إس إم- عنب ثعلب الإبرةالشائك                                                                                             | شمال الصين، سيبيريا.                                                                            |
| </img> |        | ريبس ألبستر وال إكس ديسن | من أفغانستان إلى جنوب غرب الصين                                                                 |
| </img> |        | ريبس أمبيغوم مكسيم | جنوب وسط الصين، اليابان                                                                         |
|        |        | ريبس بورجينس إف شميت | الصين وكوريا الشمالية ومنغوليا وروسيا                                                           |
| </img> |        | كشمش أعقف صغير- جرانيت عنب الثعلب | الولايات المتحدة( تكساس، أوكلاهوما، لويزيانا، أركنساس، تينيسي، جورجيا، ألاباما)                 |
| </img> | </img> | ريبس سينوسباتي ل- عنب الثعلب الشائك، عنب الثعلب الشائك الشرقي، عنب الثعلب، عنب الكلب، عليق الكلب                                       | شرق ووسط الولايات المتحدة وكندا                                                                 |
| </img> | </img> | كشمش متفشج دوجلاس- عنب الثعلب المنتشر، عنب الثعلب البري، عنب ثعلب الساحل، عنب الثعلب الأسود الساحلي، عنب الثعلب الأبرشية، ورسيستيربيري | غرب أمريكا الشمالية من كولومبيا البريطانية إلى كاليفورنيا                                       |
|        | </img> | ريبس إشنيلوم (كوف)رييدر - عنب الثعلب ميكوسوكي                                                                                          | فلوريدا، كارولينا الجنوبية                                                                      |
|        |        | ريبس فورموسانوم هايتا | تايوان.                                                                                         |
|        |        | ريبس غروسولاريويديس مكسيم- عنب الثعلب الياباني، كاتبيري                                                                                | اليابان                                                                                         |
| </img> | </img> | كشمش خشن الملمس ميشكس- عنب ثعلب أمريكا الشمالية، عنب ثعلب الجذع المُشعر، عنب ثعلب الكشمش                                                | كندا وشمال الولايات المتحدة                                                                     |
|        |        | ريبس هوريدوم روبر- الكشمش الشائك | الشرق الأقصى الروسي إلى كوريا الشمالية، اليابان                                                 |
|        | </img> | ريبس انرم ريدب- عنب ثعلب الجذع الأبيض، عنب ثعلب كلاماث                                                                                 | كولومبيا البريطانية إلى كاليفورنيا وغربًا إلى جبال روكي                                          |
| </img> | </img> | ريبس ميسوريينسي نوت- عنب ثعلب ميسوري                                                                                                   | شمال وسط الولايات المتحدة(البحيرات العظمى وأعلى المسيسيبي ووديان ميسوري السفلى)                 |
| </img> | </img> | ريبس كشمش ثلجي ليندل- عنب الثعلب الثلجي، عنب الثعلب النحيل المتفرّع                                                                     | غرب الولايات المتحدة(واشنطن، أيداهو، أوريغون، نيفادا مع مجموعات معزولة في كولورادو ونيو مكسيكو) |
| </img> |        | ريبس أوكسيكانثويدس ل- عنب الثعلب الجبلي الأمريكي، عنب الثعلب الكندي، عنب الثعلب المتدفق، عنب الثعلب هندرسون، عنب ثعلب أيداهو           | ألاسكا عبر الكثير من كندا وغرب وشمال وسط الولايات المتحدة                                       |
| </img> |        | ريبس روتونديفوليوم ميشكس- عنب ثعلب الأبلاش، عنب الثعلب مستدير الأوراق                                                                  | ماساتشوستس وجبال الأبلاش جنوبًا حتى كارولينا الجنوبية وتينيسي                                    |
|        |        | ريبس سنانينس ف مايك.- عنب الثعلب الصيني                                                                                                | اليابان (سي. هونشو)                                                                             |
|        |        | ريبس ستينوكاربوم مكسيم- الكشمش ذو الثمار الهزيلة                                                                                       | جنوب وشرق تشينغهاى إلى الصين قانسو، شنشي، شمال غرب سيتشوان                                      |
| </img> | </img> | كشمش شائك ل- عنب الثعلب، عنب الثعلب البري، عنب الثعلب الأوروبي، عنب الثعلب الإنجليزي                                                   | أوروبا والقوقاز وشمال إفريقيا                                                                   |

## جنيسهيسبيرياألفين بارغر
| زهور   | فاكهة  | الاسم العلمي                                                                       | توزيع                                                            |
| ------ | ------ | ---------------------------------------------------------------------------------- | ---------------------------------------------------------------- |
|        |        | كشمش ذعاق ماكلاتشي- عنب الثعلب المر                                                | كاليفورنيا                                                       |
| </img> | </img> | ريبس كاليفورنيكوم هوك،أرن- عنب ثعلب هيلسايد، عنب ثعلب كاليفورنيا، عنب ثعلب مونتيري | كاليفورنيا                                                       |
|        |        | ريبس كروينتوم جرين- كشمش شينيليف، كشمش أوريغون                                     | كاليفورنيا، أوريغون                                              |
|        |        | ريبس ليبتوسما (كوفيلي)فيد                                                          | كاليفورنيا                                                       |
| </img> |        | ريبس مينزيسي بورش- عنب ثعلب كانيون، عنب ثعلب منزيس                                 | كاليفورنيا وأوريغون                                              |
| </img> | </img> | ريبس روزلي ريج- عنب الثعلب سييرا، عنب ثعلب روزل                                    | كاليفورنيا، يمتد توزيعها شرقًا إلى نيفادا وشمالًا في ولاية أوريغون |
|        |        | ريبس فيكتوريس جرين- عنب ثعلب فيكتور                                                | كاليفورنيا                                                       |

## جنيسلوبّياأ. بارغر
| زهور   | فاكهة  | الاسم العلمي                                              | توزيع |
| ------ | ------ | --------------------------------------------------------- | --- |
|        |        | ريبس بنوميناتوم أَ. هيلر- عنب الثعلب المطحون               | شمال كاليفورنيا وغرب أوريغون. |
|        |        | ريبس لازيانثوم جرين- عنب الثعلب الألبي                    | كاليفورنيا، نيفادا |
| </img> | </img> | ريبس لبتانثوم أَ. جراي- بوق عنب الثعلب                     | أريزونا، كولورادو، نيو مكسيكو، تكساس، يوتا |
| </img> |        | ريبس لوبي أَ. جراي- عنب الثعلب اللزج                       | الولايات المتحدة( جبال سيسكيو، ومضيق كولومبيا الشرقية، ومنتزه بحيرة كريتر الوطني، ومنتزه ماونت رينييه الوطني، والمنتزه الأولمبي الوطني) وكولومبيا البريطانية في كندا |
|        |        | ريبس مارشالي جرين- هوبا عنب الثعلب                        | جنوب ولاية أوريغون وشمال كاليفورنيا |
|        |        | ريبس ميكروفيلوم كونث                                      | غواتيمالا والمكسيك |
|        |        | ريبس بينيتوروم جرين- كشمش برتقالي                         | أريزونا ونيو مكسيكو. |
| </img> |        | ريبس كويرسيتوروم جرين- عنب الثعلب الصخري                  | كاليفورنيا |
|        |        | ريبس سيريسيوم إستو- عنب ثعلب لوسيا                        | كاليفورنيا |
|        |        | ريبس تولارِنس (كوفيلي)فيد- عنب ثعلب تولار                  | جنوب كاليفورنيا |
| </img> | </img> | ريبس فيلوتينوم جرين- عنب الثعلب الصحراوي، عنب ثعلب غودينغ | مونتانا، أيداهو، واشنطن، أوريغون، يوتا، نيفادا، كاليفورنيا، أريزونا                                                                                                  |
| </img> |        | ريبس واتسونيانوم كوهني- عنب ثعلب الربيع                   | واشنطن وأوريغون |

### قسمروبسونيابيرلاند.
| زهور   | فاكهة  | الاسم العلمي                                 | توزيع                            |
| ------ | ------ | -------------------------------------------- | -------------------------------- |
| </img> | </img> | ريبس سبيوسوم بورش- عنب الثعلب المُزهر الفوشية | جنوب كاليفورنيا وباجا كاليفورنيا |
| </img> |        | ريبس ثاتشريانوم (جيبس)مونز                   | ساحل كاليفورنيا                  |

## الهجينة
| زهور   | فاكهة  | الاسم العلمي                                        | آباء                               |
| ------ | ------ | --------------------------------------------------- | ---------------------------------- |
|        |        | ريبس x بيثمونتي جانز                                | ريبس مالفاسيوم× آر سانغينوم        |
|        |        | ريبس × كلفيرويلي                                    | ريبس نيغروم × ريبس أوف كريسبا      |
|        |        | ريبس × فوتوريوم جانز                                | ريبس روبيوم× ريبس وارزيويزي        |
|        |        | ريبس × جوندويني جانز                                | ريبس بترايوم × ريبس رُبيريوم        |
| </img> |        | ريبس × جوردونيانوم ليم                              | ريبس أوراتيوم × ريبس سانغينوم      |
|        |        | ريبس × هولوسيريسم أوتو، أَ. ديتر                     | ريبس بتريوم × ريبس سبيكاتوم        |
|        |        | ريبس × هوتونيانو جانز                               | ريبس روبروم × ريبس سبيكاتوم        |
|        |        | ريبس × كوهينيانوم جانز                              | ريبس مولتيفلوروم × ريبس ربروم      |
| </img> | </img> | ريبس × نيديغرولاريا أَ. باوير، رود. باوير- جوستابيري | آر. ديفاريكاتوم × آر. أُوفا- كريسبا |
|        |        | ريبس x فاروي بلانكا                                 | ريبس أُوفا- كريسبا × ريبس بتريوم    |